# Saleen
Saleen Inc. (comúnmente conocido como Saleen pronunciado: Salín) es un fabricante estadounidense, especializado en deportivos y refacciones de automóvil de alto rendimiento. Su sede estaba ubicada en Troy (Míchigan), un suburbio de Detroit. Anteriormente se ubicaba en Irvine (California).

## Contexto

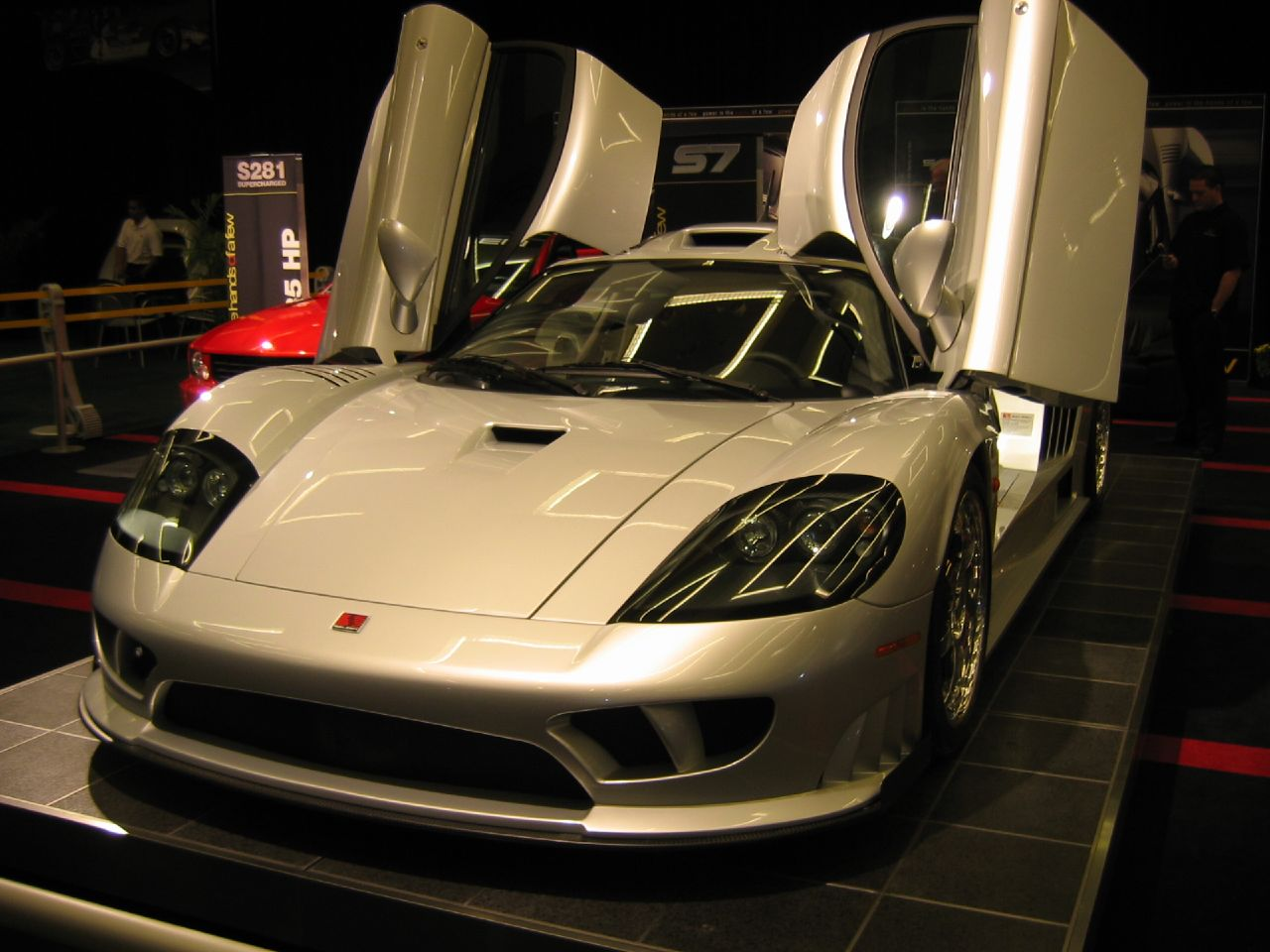
S7 en el Salón del Automóvil de Los Ángeles de 2006

Es una empresa fabricante de equipos originales (OEM) y el último pequeño fabricante de automóviles de Estados Unidos de este tipo. A diferencia de las empresas que comercializan recambios orientados al «tuneo» de vehículos, Saleen está sujeta a las mismas regulaciones federales que rigen el diseño y el ensayo de los productos de la industria automotriz, al igual que los fabricantes de vehículos más grandes como Ford Motor Company, General Motors o Toyota. La mayoría de los vehículos de Saleen son versiones muy modificadas de automóviles deportivos fabricados en serie, como el Ford Mustang. Entre 1983 y 2009 la empresa ha producido más de 8000 automóviles basados en el Mustang. También ha producido versiones modificadas de otros modelos de Ford.
Durante un tiempo también produjo el Ford Focus Saleen, que también fue un éxito de ventas.
El modelo estrella de la firma ha sido el S7, que se introdujo en 2000. Se trata de un automóvil superdeportivo con motor central-trasero de alto rendimiento. Su precio inicial era de poco menos de US$400 000 (equivalente a $707 710 en 2023). Ganó cuatro campeonatos GT en 2001 y ha conseguido récords en la prestigiosa carrera de las 24 Horas de Le Mans. El S7 es el primer coche Saleen de producción que no se ha creado sobre la base de un diseño ya existente.

## Modelos producidos
| - S7 2004, S7 Twin Turbo y S7-R - S281 - Camaro Concept - S302 Extreme - S302 Mustang - S570 Challenger | - S620 Camaro - GTX - Dark Horse Extreme Edition - Mustang S281-E - S5S Raptor - Challenger 570X |